# Microcotyle zalembius
Microcotyle zalembius är en plattmaskart. Microcotyle zalembius ingår i släktet Microcotyle och familjen Microcotylidae. Inga underarter finns listade i Catalogue of Life.